# Oscaruddelingen 1931
Oscaruddelingen 1931 var den fjerde oscaruddeling, hvor de bedste film fra 1930 og 1931 blev æret med en oscarstatuette af Academy of Motion Picture Arts and Sciences
Uddelingen fandt sted 10. november 1931, på Biltmore Hotel i Los Angeles, USA.
Cimarron blev den første western der vandt en Oscar for bedste film og den eneste i genren i 59 år indtil Danser med ulve vandt i 1990.
Filmen var også den første der modtog 7 nomineringer, og den første der vandt mere end 2 priser.
Jackie Cooper blev den første barnestjerne der fik en nominering, og var den yngste i næsten 50 år. Han er den anden yngste oscarnominerede nogensinde, 
og den eneste under 18 der har modtaget en nominering til bedste mandlige hovedrolle. 
Under uddelingen faldt han i søvn på skulderen af Marie Dressler, der var nomineret i kategorien bedste kvindelige hovedrolle. Da Dressler
blev udråbt som vinder måtte han roligt flyttes over i sin mors skød.

## Nominerede og vindere
| Bedste Film | Bedste Instruktør |
| --- | --- |
| - Cimarron - En Kvindeskæbne - The Front Page - Skippy - Trader Horn | - Norman Taurog – Skippy - Clarence Brown – Frie Sjæle - Lewis Milestone – The Front Page - Wesley Ruggles – Cimarron - Josef von Sternberg – Marokko                                                                          |
| Bedste Mandlige Hovedrolle | Bedste Kvindelige Hovedrolle |
| - Lionel Barrymore – Frie Sjæle - Jackie Cooper – Skippy - Richard Dix – Cimarron - Fredric March – Den kongelige familie - Adolphe Menjou – The Front Page | - Marie Dressler – Den fremmede Mor - Marlene Dietrich – Marokko - Irene Dunne – Cimarron - Ann Harding – Holiday - Norma Shearer – Frie Sjæle                                                                                 |
| Bedste Historie | Bedste Filmatisering |
| - Nattens patrulje – John Monk Saunders - Ingen forbryder går fri – Rowland Brown - Laughter – Harry d'Abbadie d'Arrast, Douglas Doty og Donald Ogden Stewart - The Public Enemy – John Bright og Kubec Glasmon - Smart Money – Lucien Hubbard og Jose Jackson | - Cimarron – Howard Estabrook - Den uskrevne Lov – Seton I. Miller og Fred Niblo, Jr. - Holiday – Horace Jackson - Chicagos underverden – Francis Edward Faragoh og Robert N. Lee - Skippy – Joseph L. Mankiewicz og Sam Mintz |
| Bedste Lydoptagelse | |
| - Paramount Publix Studio Sound Department - MGM Studio Sound Department - RKO Radio Studio Sound Department - Samuel Goldwyn-United Artists Studio Sound Department                                                                                           | |
| Bedste Scenografi | Bedste Fotografering |
| - Cimarron – Max Rée - Sensationer 1980 – Stephen Goosson og Ralph Hammeras - Marokko – Hans Dreier - Trilby – Anton Grot - Whoopee! – Richard Day | - Tabu – Floyd Crosby - Cimarron – Edward Cronjager - Marokko – Lee Garmes - The Right to Love – Charles Lang - Trilby – Barney McGill                                                                                         |

### Eksterne Hemvisninger
1. ↑  oscars legacy, 4th academy awards

- Oscars legacy hjemmeside